# 洛多加 (加利福尼亞州)
洛多加（英語：Lodoga）是位於美國加利福尼亞州科盧薩縣的一個人口普查指定地區。

## 地理
洛多加的座標為39°18′07″N 122°29′21″W / 39.30194°N 122.48917°W，而該地最高點為海拔高度377米（即1237英尺）。

## 人口
根據2010年美國人口普查的數據，洛多加的面積為8.772平方千米，當中陸地面積為8.772平方千米，而水域面積為0.000平方千米。當地共有人口197人，而人口密度為每平方千米22人。